# Rutuler
Die Rutuler waren ein kleines latinisches Volk an der Küste von Latium, mit der Hauptstadt Ardea, dessen König Turnus in den Fahrten des Aeneas als Feind desselben erscheint. Der Name verschwindet in der römischen Königszeit, da das Gebiet Ziel römischer Expansion war.
Die Rutuler verehrten, wie die Römer, als höchste Gottheiten Juno und Minerva.